# Papilio nireus
Papilio nireus là một loài bướm thuộc họ Papilionidae. Nó được tìm thấy ở Subsaharan Africa.
Sải cánh dài 75–90 milimét (3,0–3,5 in) in males and 85–95 mm (3,3–3,7 in) in females. Flies year-round, peaks từ tháng 11 đến tháng 2.
Ấu trùng ăn Calodendrum capense, Teclea spp., Vepris spp., and Citrus spp.

## Phụ loài
Listed alphabetically.
- P. n. lyaeus Doubleday, 1845 – Narrowly Green-banded Swallowtail
- P. n. nireus Linnaeus, 1758
- P. n. pseudonireus C. & R. Felder, 1865

## Hình ảnh

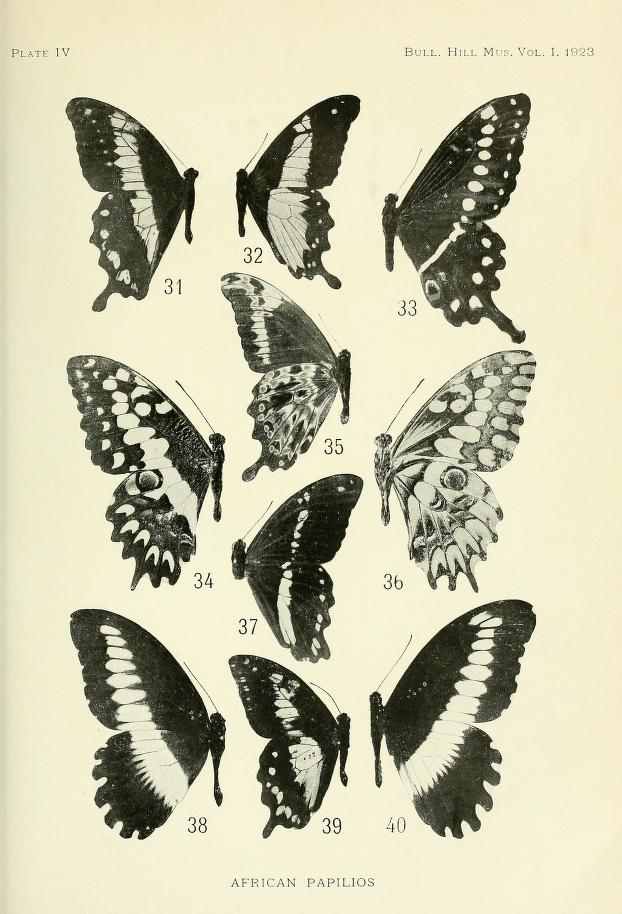
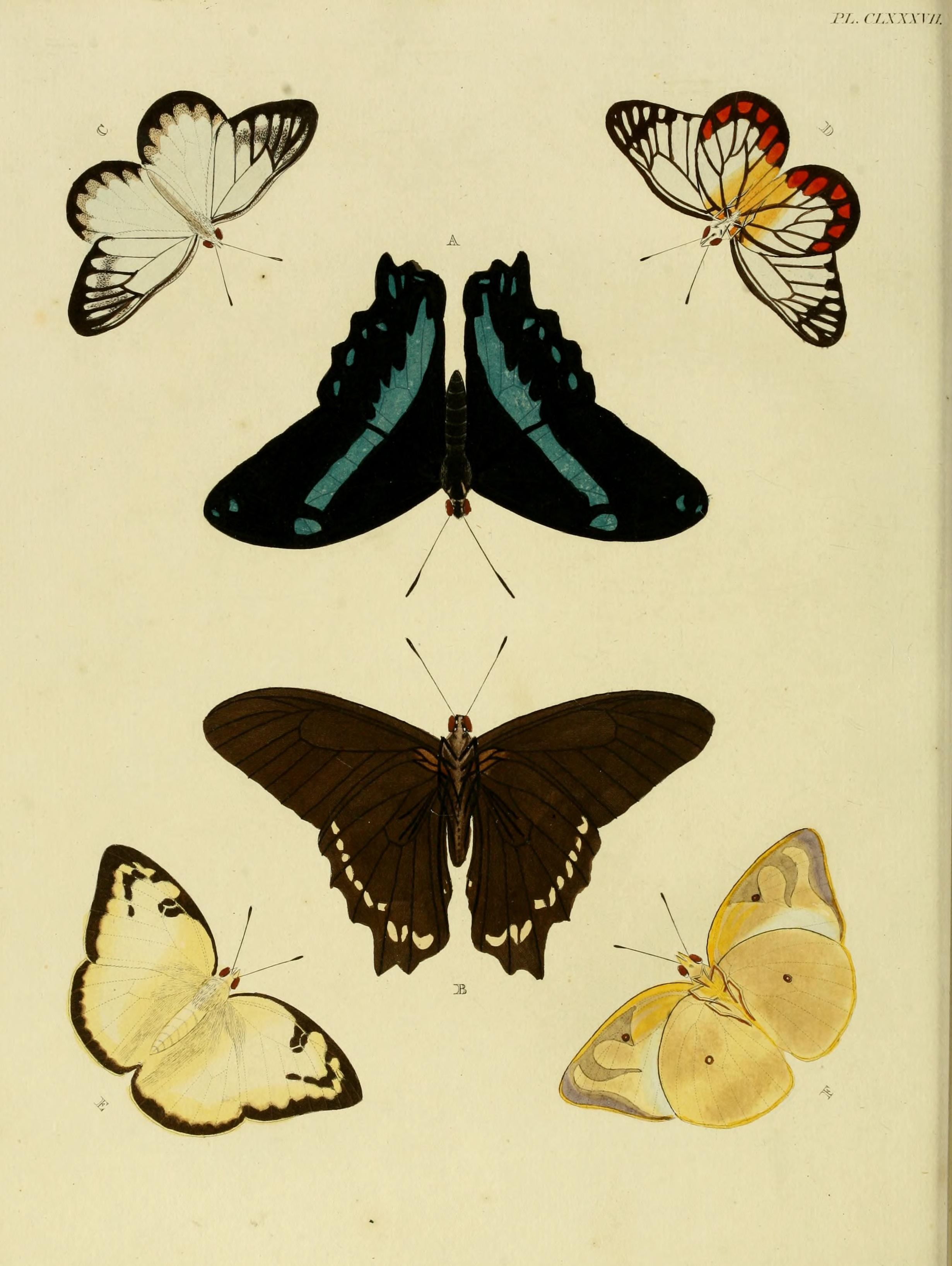
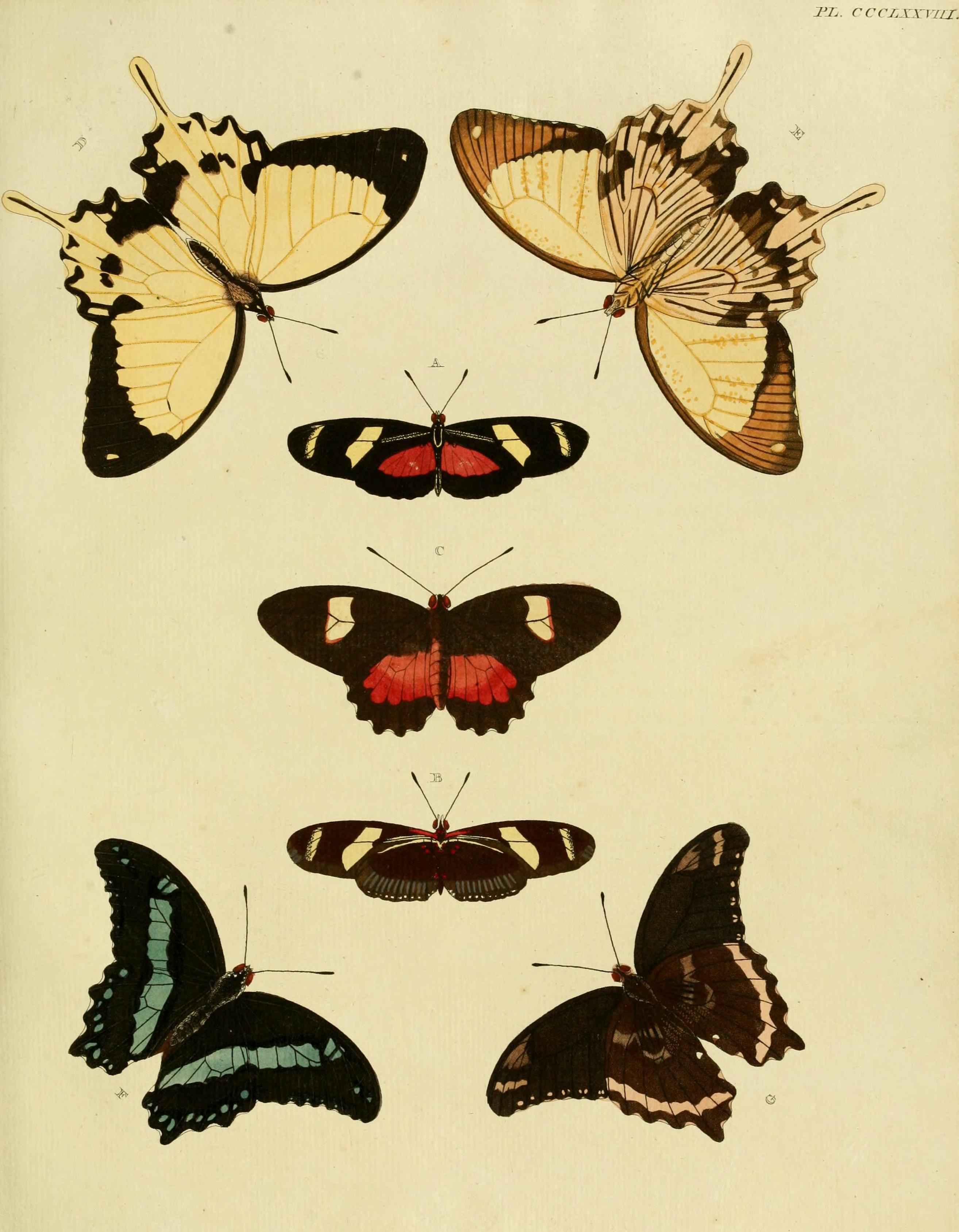